# Gottesbrief
Gottesbriefe sind in der altorientalischen Literatur seit der altbabylonischen Zeit belegt.
In neuassyrischer Zeit verfassten einige assyrische Könige Briefe an den Gott Aššur, in denen sie ihre Taten darstellten. Der bekannteste ist der Gottesbrief Sargons von 714 über seinen 8. Feldzug und die Plünderung von Musaṣir. Leo Oppenheim nimmt an, dass ein solcher Gottesbrief im Rahmen der Feierlichkeiten am Ende des jährlichen Feldzuges in Aššur öffentlich (ālu u nišēšu) verlesen wurde.